# USS Key West (SSN-722)
Za druga plovila z istim imenom glejte USS Key West.
USS Key West (SSN-722) je jedrska jurišna podmornica razreda los angeles.